# Protomyzon pachychilus
Protomyzon pachychilus és una espècie de peix de la família dels balitòrids i de l'ordre dels cipriniformes.

## Morfologia
- Els mascles poden assolir 5,8 cm de longitud total.[2][3]

## Alimentació
En estat salvatge menja principalment petits invertebrats bentònics, mentre que en captivitat es nodreix d'una àmplia gamma d'aliments sempre que siguin de grandària petita (Daphnia, etc.).

## Hàbitat
És un peix d'aigua dolça, demersal i de clima subtropical.

## Distribució geogràfica
Es troba en alguns petits rierols de la muntanya Dayaoshan, els quals desguassen al riu Xi Jiang (Guangxi, la Xina).

## Estat de conservació
Les seues principals amenaces provenen de la degradació del seu hàbitat a causa del deteriorament de la qualitat de l'aigua provocada per la contaminació, la construcció de preses, els canvis estacionals (com ara, la dessecació severa d'alguns cursos d'aigua) i la pesca amb mitjans elèctrics.

## Observacions
És inofensiu per als humans.